# Bergnetsreuth
Bergnetsreuth ist Gemeindeteil des Marktes Floß und eine Gemarkung im Bezirk Oberpfalz im Landkreis Neustadt an der Waldnaab.

## Geographische Lage
Das Dorf  Bergnetsreuth liegt ungefähr drei Kilometer südwestlich von Floß am Lenzbach und an der  Kreisstraße NEW 20 von Floß nach Theisseil.
Die Gemarkung Bergnetsreuth liegt auf Gemeindegebiet von Floß. Ihre Nachbargemarkungen sind Diepoltsreuth, Floß, Grafenreuth, Letzau, Edeldorf und Roschau. Auf der Gemarkung liegen Bergnetsreuth, Fehrsdorf, Pauschendorf, Welsenhof und Wilkershof.

## Geschichte

### 13. und 14. Jahrhundert
Bergnetsreuth (auch: Perngersreut, Berngersreut, Berngersreuth, Peringersreuth, Beringersreuth, Bernigersreuth, Beringsreut, Peringerßrieth) wurde im niederbayerischen Salbuch aufgeführt.
Die Bewohner von Bergnetsreuth mussten jährlich 8 mutt Korn (Roggen) Steuer abliefern.
Dieses Salbuch stammt aus der Zeit zwischen 1269 und 1320.
In diesem Verzeichnis wurden folgende zu Floß gehörenden Ortschaften genannt:
Bergnetsreuth, Boxdorf, Diepoltsreuth, Ellenbach, Gösen, Grafenreuth, Hardt, Haupertsreuth, Kalmreuth, Niedernfloß, Oberndorf, Pauschendorf, Ritzlersreuth, Schlattein, Schönberg, Weikersmühle, Welsenhof, Würnreuth, Würzelbrunn.
Bergnetsreuth wurde im Böhmischen Salbüchlein genannt.
Es wurden für Bergnetsreuth 5 Höfe verzeichnet, die jährlich 240 Eier, 40 Käse und 8 mutt Korn an Abgaben leisten mussten.
Das Böhmische Salbüchlein enthielt Aufzeichnungen aus der Zeit von 1366 bis 1373 für alle Ortschaften, die im oben zitierten niederbayerischen Salbuch genannt wurden und zusätzlich Plankenhammer als „hamer zu Mekenhofen“.

### 15. und 16. Jahrhundert
Bergnetsreuth war im Salbuch von 1416/1440 verzeichnet.
In Bergnetsreuth wurde eine Vogtei aufgeführt. Die Abgaben der Vogtei betrugen jährlich 5 Eier, 1 Käse und Nachzill.
Der Bauer auf der Vogtei hatte den Namen Ludersackh.
Es wurden die folgenden 6 Bauernfamilien in Bergnetsreuth genannt: Fueß, Ackhermann, Fuchs, Friederich Ackhermann, Rittmann, Kainz Sad(t)el.
Alle sechs Bauern mussten Nachzill zur Verfügung stellen.
Als Scharwerkdienste mussten sie ackern, holzrücken, düngen, wenn darum gebeten wurde.
Die Abgaben für alle 6 Bauernhöfe zusammen betrugen im Jahr 4 mutt 3 Achtl 5 Nepf Korn, 6 Achtl Hafer, 13 Käse, 170 Eier, 6 Hühner.
An Bargeld musste von den 6 Bauern zusammen zu Walburgi und zu Michelstag jeweils 3 Pfund, 7 Schilling und 12 Pfennig gezahlt werden.
Dieses Salbuch, mit Informationen über die zu Floß gehörenden Ortschaften stammt aus der Zeit 1416 bis 1440.
In ihm erschienen folgende zu Floß gehörende Ortschaften, wie in den beiden älteren Salbüchern:
Bergnetsreuth, Boxdorf, Diepoltsreuth, Ellenbach, Gösen, Grafenreuth, Hardt, Haupertsreuth, Niedernfloß, Oberndorf, Pauschendorf, Ritzlersreuth, Schlattein, Schönberg, Welsenhof, Würnreuth, Würzelbrunn.
Es fehlten: Kalmreuth, Plankenhammer, Weikersmühle.
Hinzu kamen: Fehrsdorf, Gailertsreuth, Konradsreuth, Meierhof, Wilkershof.
In einem Verzeichnis der Mannschaften um das Jahr 1559 wurden die folgenden zu Floß gehörenden Ortschaften aufgeführt:
Bergnetsreuth, Boxdorf, Diebersreuth, Diepoltsreuth, Ellenbach, Fehrsdorf, Gailertsreuth, Gösen, Grafenreuth, Hardt, Haupertsreuth, Höfen, Konradsreuth, Meierhof, Niedernfloß, Oberndorf, Pauschendorf, Plankenhammer, Ritzlersreuth, Schnepfenhof, Schönberg, Steinfrankenreuth, Weikersmühle, Welsenhof, Wilkershof, Würnreuth, Würzelbrunn.
Für Bergnetsreuth wurden die folgenden zehn Mannschaften verzeichnet:
Hanns Frölich, Erhard Frölich, Michell Peer, Mathes Heroltt, Ulrich Niepauer, Hanns Pyrnheupll, Niclas Niepauer, Linhardt Pirnheupl, Simonn Conz, schmid.

### 17. Jahrhundert
Während des Dreißigjährigen Krieges zogen in den Jahren 1620 und 1621 die mansfeldischen Soldaten durch Bergnetsreuth.
Dabei raubten sie den Bauern Geld, Vieh, Getreide, Lebensmittel, Kleidung, Wäsche, Betten, kupferne Pfannen und Töpfe, Werkzeuge, Waffen usw., fischten die Weiher ab und verbrannten und zerstörten die Bauernhöfe.
Eine Schadensaufstellung für Bergnetsreuth aus dem Jahr 1621 ergab einen Schaden von insgesamt 1437 Gulden und 32 Kreuzer.
Im Hof der Friedrichsburg in Vohenstrauß fand 1650 die Erbhuldigung gegenüber Pfalzgraf von Pfalz-Sulzbach Christian August statt.
Bergnetsreuth erscheint auf der Huldigungsliste mit den 10 Hofbesitzern:
Georg Singer, Hannß Vorster, Gilg Lintner, Partl Stahl, Hannß Roth, Davidt Roth, Uhlerich Kunst, Wolff Birnheupel, Fridterich Meyher, Adam Ridl.
Im Jahr 1652 wurde Bergnetsreuth beschrieben mit 7 Höfen, einer Mühle, 3 Tripflhäusern, das waren Häuser ohne umgebenden Grund, der Grund endete dort, wo das Regenwasser vom Dach tropfte.
Seine Einwohner zu dieser Zeit waren 11 Bauern, nämlich 9 Ehepaare, 1 Witwer, 1 Lediger, 17 Kinder, 5 erwachsene Töchter und Söhne.
Das Vieh bestand aus einem Pferd, 15 Ochsen, 14 Kühen, 17 Jungrindern, 7 Schweinen.

### 18. Jahrhundert
Eine Beschreibung des Fürstlichen Pflegamtes Floßerbürg aus dem Jahr 1704 verzeichnete für
Bergnetsreuth 12 Mannschaften, 7 Höfe, 1 Gütlein, 1 Mühle und 3 Häusel.
In einer Tabelle von 1792 und einer historisch-statistischen Beschreibung des Pflegamtes Floß von 1794 wurden aufgeführt für
Bergnetsreuth 7 Bauern, 1 Müller, 1 Weber, eine Schmiede, 1 Gütler, 1 Hirt, 12 Amtsuntertanen, insgesamt 82 Einwohner.
Eine Handwerkstabelle des Jahres 1800 gab Auskunft über die Anzahl der Handwerksmeister, Gesellen und Lehrlinge im Amt Floß.
In Bergnetsreuth gab es 1 Schneidermeister, 1 Leinenwebermeister.
Um 1800 hatte Bergnetsreuth 13 Häuser und 92 Einwohner.

### 19. Jahrhundert bis Gegenwart
Anfang des 19. Jahrhunderts wurde Bergnetsreuth Steuerdistrikt und gleichzeitig Ruralgemeinde.
Zum Steuerdistrikt Bergnetsreuth gehörten außer Bergnetsreuth mit seiner Mühle die Weiler Fehrsdorf, Pauschendorf, und Welsenhof und die Einöde Wilkershof.
Der Steuerdistrikt Bergnetsreuth hatte insgesamt 190 Einwohner und 19 Wohngebäude.
Die Ortschaft Bergnetsreuth hatte 1817 91 Einwohner und 13 Wohngebäude, 1861 105 Einwohner und 1961 66 Einwohner und 12 Wohngebäude.
Am 1. Januar 1972 wurde die Gemeinde Bergnetsreuth in den Markt Floß eingegliedert.

## Einwohnerentwicklung der Gemeinde Bergnetsreuth von 1861 bis 1961
| Jahr | Einwohner |
| ---- | --------- |
| 1861 | 210       |
| 1871 | 198       |
| 1880 | 234       |
| 1890 | 215       |
| 1900 | 188       |
| 1910 | 174       |

| Jahr | Einwohner |
| ---- | --------- |
| 1919 | 191       |
| 1933 | 181       |
| 1939 | 160       |
| 1946 | 208       |
| 1952 | 156       |
| 1961 | 138       |

## Hausnamen in Bergnetsreuth
- Zoulbauer: Bergnetsreuth 3 war eine frühere Zollstelle.
- Kounz: Bergnetsreuth 4 hieß früher Kunzenhof.
- Hansdammer: Bergnetsreuth 8, ein Vorfahr hieß Hans Thomas.
- Schneider-Weber: Bergnetsreuth 11, früher wohnte dort ein Schneider, später befand sich dort eine Weberei.
- Bochweber: Bergnetsreuth 12, früher befand sich dort eine Weberei am Bach.[19]